# Happertje (spel)
Een happertje (naargelang het doel ook een peper-en-zoutvaatje, origami-orakel of waarzegger genoemd) is een vingerspel gespeeld door kinderen aan de hand van een gevouwen stuk  papier.

## Constructie
Een papier wordt volgens onderstaande stappen gevouwen. Als het happertje klaar is ontstaan er aan de binnenkant vier kleppen. Men labelt de kleppen door middel van kleuren, cijfers of vormen zodanig dat er acht opties gecreëerd worden, elke klep twee. Onder elke optie wordt een geheim bericht geschreven. Dit kan een boodschap, opdracht, vraag of voorspelling zijn. Uiteindelijk kan het happertje nog versierd worden.

## Werking
Een speler houdt het happertje onderaan vast met de wijsvinger en duim van zijn beide handen, zodanig dat er twee keer twee hoeken tegen elkaar worden gedrukt. De helft van de binnenzijde is nu maar zichtbaar, er ontstaan twee groepen aan keuzes. De houder schakelt nu tussen de twee keuzegroepen door zijn vingers naar binnen te duwen en terug open te duwen in de andere richting. Het aantal keer dat hij moet schakelen hangt af van gekozen methode. Zodra de houder klaar is met schakelen schieten er vier keuzes over. Hij laat zijn medespeler een van de keuzes kiezen aan de hand van het aangebrachte label. Nu onthult hij het bericht dat onder de optie zit verborgen.